# Perhalogéné
Un composé perhalogéné est un composé chimique dont un des atomes de carbone est lié à au moins deux halogènes. La catégorie des composés perhalogénés contient donc les composés perfluorés, perchlorés, perbromés et periodés.